# Červený rybník (národní přírodní rezervace)
Červený rybník je národní přírodní rezervace v katastrálních územích obcí Borský Svätý Jur a Lakšárska Nová Ves v okrese Senica v Trnavském kraji na Slovensku. Území bylo vyhlášeno v roce 1966 a jeho rozloha je 118,91 hektaru. Předmětem ochrany je přírodní celek v Záhorské nížině, tvořený slatiništěm s přírodním jezírkem a rozsáhlými původními porosty olše lepkavé a se společenstvy rašeliníků, vlhkomilných a vodních rostlin.